# Allylharze

Diallylphthalat

Triallylcyanurat

Allylharze sind eine zu den makromolekularen Stoffen zählende Gruppe von Duroplasten. Chemisch sind es Polyester basierend z. B. auf Diallylphthalat, Triallylcyanurat und Glycol-Derivaten. Die Vernetzung über die Allylgruppen erfolgt durch Polyaddition mittels peroxidischer Katalysatoren.